# Negligencia por extensión
Negligencia por extensión es un tipo de sesgo cognitivo que ocurre cuándo la mente tiende a ignorar el tamaño de un conjunto durante una evaluación para la que dicho tamaño es lógicamente pertinente.
La negligencia por extensión es descrita como causada por juicio por prototipo, del cual la representatividad heurística es un caso especial.
Las formas de negligencia de extensión incluyen:
- Negligencia de frecuencia base
- Insensibilidad al tamaño de la muestra
- Negligencia de alcance
- Negligencia de duración
- La falacia de conjunción
- El efecto menos-es-mejor

El efecto de extensión no es "universal ni absoluto". Si la atención es enfocada en el tamaño del conjunto de forma que sea fácilmente interpretable, se reporta un efecto de extensión aditivo, según el cual la valuación de un conjunto es una función de la valuación de un miembro prototipo del conjunto añadido al tamaño del conjunto, en vez de multiplicado.